# طواف قوانغشي 2024
طواف قوانغشي 2024 هو سباق دراجات هوائية، وهو الموسم الخامس من طواف قوانغشي، وأقيم خلال الفترة من 15 أكتوبر 2024، وحتى 20 أكتوبر 2024 ضمن سباقات طواف العالم للدراجات 2024.
فاز بالمركز الأول Lennert Van Eetvelt ‏، وحلَّ في المركز الثاني Oscar Onley ‏، بينما جاء Alex Baudin ‏ في المركز الثالث.

## الفرق
| فرق عالمية (16)- Arkéa-B&B Hotels - Astana Qazaqstan Team - Bahrain Victorious - Cofidis - Decathlon-AG2R La Mondiale - EF Education-EasyPost - Ineos Grenadiers - Intermarché-Wanty - Lidl-Trek - Movistar Team - Red Bull-Bora-Hansgrohe - Soudal Quick-Step - Team dsm-firmenich PostNL - Team Visma \| Lease a Bike - Team Jayco AlUla - UAE Team Emirates فرق برو (2)- Israel-Premier Tech - Lotto Dstny فريق وطني- منتخب الصين الوطني لسباق الدراجات على الطريق للرجال‏ |  |
| |  |

## المراحل
| قائمة المراحل | قائمة المراحل | قائمة المراحل                                         | قائمة المراحل | قائمة المراحل | قائمة المراحل | قائمة المراحل        | قائمة المراحل        |
| المرحلة       | التاريخ       | الدورة                                                |               | المسافة (كم)  | الارتفاع      | الفائز بالمرحلة      | القائد العام         |
| ------------- | ------------- | ----------------------------------------------------- | ------------- | ------------- | ------------- | -------------------- | -------------------- |
| المرحلة 1     | 15 أكتوبر     | فانغشنغانغ – فانغشنغانغ                               | مرحلة مستوية  | 149٫4         | 1٬604 م       | Lionel Taminiaux ‏    | Lionel Taminiaux ‏    |
| المرحلة 2     | 16 أكتوبر     | شانغزو – جينغشي                                       | مرحلة جبلية   | 181٫5         | 2٬175 م       | Warre Vangheluwe ‏    | ماكس كانتر           |
| المرحلة 3     | 17 أكتوبر     | جينغشي – Bama Yao Autonomous County ‏                  | مرحلة جبلية   | 214           | 2٬563 م       | Ethan Vernon ‏        | Ethan Vernon ‏        |
| المرحلة 4     | 18 أكتوبر     | Bama Yao Autonomous County ‏ – Jinchengjiang District ‏ | مرحلة جبلية   | 176٫9         | 2٬835 م       | Ethan Vernon ‏        | ماكس كانتر           |
| المرحلة 5     | 19 أكتوبر     | ياتشو – Nongla Provincial Natural Reserve ‏            | مرحلة جبلية   | 165٫8         | 1٬881 م       | Lennert Van Eetvelt ‏ | Lennert Van Eetvelt ‏ |
| المرحلة 6     | 20 أكتوبر     | ناننينغ – ناننينغ                                     | مرحلة جبلية   | 134٫3         | 1٬673 م       | Matevž Govekar ‏      | Lennert Van Eetvelt ‏ |

## النتيجة

### مرحلة 1
هي مرحلة مستوية، أقيمت في 15 أكتوبر 2024، وامتدّت لمسافة 149.4 كيلومتر. فاز بالمركز الأول، وتصدر ترتيب النقاط والترتيب العام Lionel Taminiaux ‏، وتصدر ترتيب الشباب Ethan Vernon ‏، وتصدر تصنيف القتال Stan Dewulf ‏، أما ترتيب الفرق، فقد فاز به إسرائيل - بريمير تيك 2024 ‏.
| التصنيف العام | التصنيف العام        | التصنيف العام                         | التصنيف العام | التصنيف العام |
| العداء        | العداء               | الفريق                                | الوقت         |               |
| ------------- | -------------------- | ------------------------------------- | ------------- | ------------- |
| 1             | Lionel Taminiaux ‏    | لوتو سودال                            | 3 س 17 د 48 ث |               |
| 2             | Gijs Van Hoecke ‏     | انترمارشي وانتي جوبيرت ماتيرو         | + 4 ث         |               |
| 3             | Stan Dewulf ‏         | أيه إل أم                             | + 5 ث         |               |
| 4             | Rune Herregodts ‏     | انترمارشي وانتي جوبيرت ماتيرو         | + 5 ث         |               |
| 5             | خوان سباستيان مولانو | فريق الإمارات                         | + 6 ث         |               |
| 6             | جوناتان نارفيز       | فريق إنيوس                            | + 9 ث         |               |
| 7             | روبرت ستانارد        | فريق البحرين ميريدا للدراجات الهوائية | + 9 ث         |               |
| 8             | Ethan Vernon ‏        | إسرائيل - بريمير تيك                  | + 10 ث        |               |
| 9             | ماكس كانتر           | فريق آستانا                           | + 10 ث        |               |
| 10            | Blake Quick ‏         | فريق جايكو-العلا                      | + 10 ث        |               |
|               |                      |                                       |               |               |
|               |                      |                                       |               |               |

### مرحلة 2
هي مرحلة جبلية، أقيمت في 16 أكتوبر 2024، وامتدّت لمسافة 181.5 كيلومتر. فاز بالمركز الأول Warre Vangheluwe ‏، وتصدر ترتيب الشباب Filip Maciejuk ‏، أما ترتيب الفرق، فقد فاز به إسرائيل - بريمير تيك 2024 ‏، وتصدر ترتيب النقاط والترتيب العام ماكس كانتر، وتصدر ترتيب التسلق وتصنيف القتال يجف دي بوندت.
| التصنيف العام | التصنيف العام        | التصنيف العام                         | التصنيف العام | التصنيف العام |
| العداء        | العداء               | الفريق                                | الوقت         |               |
| ------------- | -------------------- | ------------------------------------- | ------------- | ------------- |
| 1             | ماكس كانتر           | فريق آستانا                           | 7 س 07 د 21 ث |               |
| 2             | Gijs Van Hoecke ‏     | انترمارشي وانتي جوبيرت ماتيرو         | + 0 ث         |               |
| 3             | Stan Dewulf ‏         | أيه إل أم                             | + 1 ث         |               |
| 4             | Filip Maciejuk ‏      | بورا–هانسغروه                         | + 1 ث         |               |
| 5             | يجف دي بوندت         | أيه إل أم                             | + 1 ث         |               |
| 6             | Rune Herregodts ‏     | انترمارشي وانتي جوبيرت ماتيرو         | + 1 ث         |               |
| 7             | خوان سباستيان مولانو | فريق الإمارات                         | + 2 ث         |               |
| 8             | جيك ستيوارت          | إسرائيل - بريمير تيك                  | + 2 ث         |               |
| 9             | روبرت ستانارد        | فريق البحرين ميريدا للدراجات الهوائية | + 5 ث         |               |
| 10            | Martin Svrček ‏       | دكونيك كويك ستب                       | + 5 ث         |               |
|               |                      |                                       |               |               |
|               |                      |                                       |               |               |

### مرحلة 3
هي مرحلة جبلية، أقيمت في 17 أكتوبر 2024، وامتدّت لمسافة 214 كيلومتر. فاز بالمركز الأول، وتصدر ترتيب الشباب وترتيب النقاط والترتيب العام Ethan Vernon ‏، وتصدر تصنيف القتال Pepijn Reinderink ‏، أما ترتيب الفرق، فقد فاز به إسرائيل - بريمير تيك 2024 ‏، وتصدر ترتيب التسلق يجف دي بوندت.
| التصنيف العام | التصنيف العام        | التصنيف العام                         | التصنيف العام  | التصنيف العام |
| العداء        | العداء               | الفريق                                | الوقت          |               |
| ------------- | -------------------- | ------------------------------------- | -------------- | ------------- |
| 1             | Ethan Vernon ‏        | إسرائيل - بريمير تيك                  | 11 س 51 د 21 ث |               |
| 2             | خوان سباستيان مولانو | فريق الإمارات                         | + 0 ث          |               |
| 3             | يجف دي بوندت         | أيه إل أم                             | + 2 ث          |               |
| 4             | ماكس كانتر           | فريق آستانا                           | + 4 ث          |               |
| 5             | Gijs Van Hoecke ‏     | انترمارشي وانتي جوبيرت ماتيرو         | + 4 ث          |               |
| 6             | Stan Dewulf ‏         | أيه إل أم                             | + 5 ث          |               |
| 7             | Filip Maciejuk ‏      | بورا–هانسغروه                         | + 5 ث          |               |
| 8             | Rune Herregodts ‏     | انترمارشي وانتي جوبيرت ماتيرو         | + 5 ث          |               |
| 9             | جيك ستيوارت          | إسرائيل - بريمير تيك                  | + 6 ث          |               |
| 10            | روبرت ستانارد        | فريق البحرين ميريدا للدراجات الهوائية | + 8 ث          |               |
|               |                      |                                       |                |               |
|               |                      |                                       |                |               |

### مرحلة 4
هي مرحلة جبلية، أقيمت في 18 أكتوبر 2024، وامتدّت لمسافة 176.9 كيلومتر. فاز بالمركز الأول، وتصدر ترتيب النقاط Ethan Vernon ‏، وتصدر الترتيب العام ماكس كانتر، وتصدر ترتيب الشباب Alberto Bruttomesso ‏، وتصدر ترتيب التسلق Pepijn Reinderink ‏.
| التصنيف العام | التصنيف العام        | التصنيف العام                         | التصنيف العام  | التصنيف العام |
| العداء        | العداء               | الفريق                                | الوقت          |               |
| ------------- | -------------------- | ------------------------------------- | -------------- | ------------- |
| 1             | ماكس كانتر           | فريق آستانا                           | 15 س 53 د 30 ث |               |
| 2             | Stan Dewulf ‏         | أيه إل أم                             | + 1 ث          |               |
| 3             | خوان سباستيان مولانو | فريق الإمارات                         | + 2 ث          |               |
| 4             | يجف دي بوندت         | أيه إل أم                             | + 4 ث          |               |
| 5             | Gijs Van Hoecke ‏     | انترمارشي وانتي جوبيرت ماتيرو         | + 6 ث          |               |
| 6             | Filip Maciejuk ‏      | بورا–هانسغروه                         | + 7 ث          |               |
| 7             | Rune Herregodts ‏     | انترمارشي وانتي جوبيرت ماتيرو         | + 7 ث          |               |
| 8             | جيك ستيوارت          | إسرائيل - بريمير تيك                  | + 8 ث          |               |
| 9             | Alberto Bruttomesso ‏ | فريق البحرين ميريدا للدراجات الهوائية | + 8 ث          |               |
| 10            | روبرت ستانارد        | فريق البحرين ميريدا للدراجات الهوائية | + 10 ث         |               |
|               |                      |                                       |                |               |
|               |                      |                                       |                |               |

### مرحلة 5
هي مرحلة جبلية، أقيمت في 19 أكتوبر 2024، وامتدّت لمسافة 165.8 كيلومتر. فاز بالمركز الأول، وتصدر الترتيب العام Lennert Van Eetvelt ‏.
| التصنيف العام | التصنيف العام        | التصنيف العام  | التصنيف العام  | التصنيف العام |
| العداء        | العداء               | الفريق         | الوقت          |               |
| ------------- | -------------------- | -------------- | -------------- | ------------- |
| 1             | Lennert Van Eetvelt ‏ | لوتو سودال     | 19 س 29 د 50 ث |               |
| 2             | Oscar Onley ‏         | سنويب          | + 5 ث          |               |
| 3             | Alex Baudin ‏         | أيه إل أم      | + 15 ث         |               |
| 4             | Victor Lafay ‏        | أيه إل أم      | + 19 ث         |               |
| 5             | بافل سيفاكوف         | فريق الإمارات  | + 21 ث         |               |
| 6             | جيوفاني أليوتي       | بورا–هانسغروه  | + 25 ث         |               |
| 7             | لورينزو فورتوناتو    | فريق آستانا    | + 33 ث         |               |
| 8             | Ewen Costiou ‏        | فورتنيو سامسيك | + 35 ث         |               |
| 9             | كوين سيمونز          | تريك سيغافريدو | + 36 ث         |               |
| 10            | فيليكس جروس شارتنر   | فريق الإمارات  | + 36 ث         |               |
|               |                      |                |                |               |
|               |                      |                |                |               |

### مرحلة 6
هي مرحلة جبلية، أقيمت في 20 أكتوبر 2024، وامتدّت لمسافة 134.3 كيلومتر. فاز بالمركز الأول Matevž Govekar ‏، وتصدر الترتيب العام Lennert Van Eetvelt ‏.

## المشاركون
| Team Visma \| Lease a Bike TVL | Team Visma \| Lease a Bike TVL | Team Visma \| Lease a Bike TVL |
| ------------------------------ | ------------------------------ | ------------------------------ |
| م                              | عداء                           | مرتبة                          |
| 1                              | Milan Vader ‏                   | لم يكمل السباق-3               |
| 2                              | Koen Bouwman ‏                  | 58                             |
| 4                              | Johannes Staune-Mittet ‏        | 15                             |
| 5                              | توش فان دير ساندي              | 64                             |
| 6                              | Mick van Dijke ‏                | 26                             |
| 7                              | جوليان فيرموت                  | 44                             |
| مدير الرياضة: فرانس ماسين      |                                |                                |

| Arkéa-B&B Hotels ARK      | Arkéa-B&B Hotels ARK | Arkéa-B&B Hotels ARK |
| ------------------------- | -------------------- | -------------------- |
| م                         | عداء                 | مرتبة                |
| 11                        | Louis Barré ‏         | 80                   |
| 12                        | Ewen Costiou ‏        | 9                    |
| 13                        | دايفيد ديكر          | 104                  |
| 14                        | ايلي جيسبرت          | 33                   |
| 15                        | Donavan Grondin ‏     | 84                   |
| 16                        | Mathis Le Berre ‏     | 30                   |
| 17                        | Matis Louvel ‏        | 71                   |
| مدير الرياضة: لوران بيشون |                      |                      |

| Astana Qazaqstan Team AST | Astana Qazaqstan Team AST | Astana Qazaqstan Team AST |
| ------------------------- | ------------------------- | ------------------------- |
| م                         | عداء                      | مرتبة                     |
| 21                        | دافيد باليريني            | 90                        |
| 22                        | Yevgeniy Fedorov ‏         | 111                       |
| 23                        | لورينزو فورتوناتو         | 8                         |
| 24                        | ماكس كانتر                | 50                        |
| 25                        | أليكسي لوتزينكو           | 48                        |
| 26                        | روديجر سليج               | 106                       |
| 27                        | Gleb Syritsa ‏             | 109                       |
| مدير الرياضة: مارك رينشو  |                           |                           |

| Bahrain Victorious TBV                            | Bahrain Victorious TBV | Bahrain Victorious TBV |
| ------------------------------------------------- | ---------------------- | ---------------------- |
| م                                                 | عداء                   | مرتبة                  |
| 31                                                | Alberto Bruttomesso ‏   |                        |
| 32                                                | Matevž Govekar ‏        |                        |
| 33                                                | Finlay Pickering ‏      |                        |
| 34                                                | Dušan Rajović ‏         |                        |
| 35                                                | روبرت ستانارد          |                        |
| 36                                                | Torstein Træen ‏        |                        |
| 37                                                | Łukasz Wiśniowski ‏     |                        |
| مدير الرياضة: Gorazd Štangelj ‏, Enrico Poitschke ‏ |                        |                        |

| Cofidis COF                     | Cofidis COF              | Cofidis COF |
| ------------------------------- | ------------------------ | ----------- |
| م                               | عداء                     | مرتبة       |
| 41                              | بيت اليجارت              |             |
| 42                              | توماس شامبيون            |             |
| 43                              | Milan Fretin ‏            |             |
| 44                              | جوركا إيزاجير            |             |
| 45                              | Oliver Knight (cyclist) ‏ |             |
| 46                              | روبين فرنانديز           |             |
| 47                              | Ludovic Robeet ‏          |             |
| مدير الرياضة: Jean-Luc Jonrond ‏ |                          |             |

| Decathlon-AG2R La Mondiale DAT                    | Decathlon-AG2R La Mondiale DAT | Decathlon-AG2R La Mondiale DAT |
| ------------------------------------------------- | ------------------------------ | ------------------------------ |
| م                                                 | عداء                           | مرتبة                          |
| 51                                                | Alex Baudin ‏                   |                                |
| 52                                                | جيوفري بوشارد                  |                                |
| 53                                                | يجف دي بوندت                   |                                |
| 54                                                | Stan Dewulf ‏                   |                                |
| 55                                                | Pierre Gautherat ‏              |                                |
| 56                                                | Victor Lafay ‏                  |                                |
| 57                                                | Gianluca Pollefliet ‏           |                                |
| مدير الرياضة: Stéphane Goubert ‏, أرتوراس كاسبوتيس |                                |                                |

| EF Education-EasyPost EFE                       | EF Education-EasyPost EFE | EF Education-EasyPost EFE |
| ----------------------------------------------- | ------------------------- | ------------------------- |
| م                                               | عداء                      | مرتبة                     |
| 61                                              | Markel Beloki ‏            |                           |
| 62                                              | Stefan Bissegger ‏         |                           |
| 63                                              | استيبان تشافيس            |                           |
| 64                                              | ميكيل فروليش أونوريه      | لم يكمل السباق-3          |
| 65                                              | Jack Rootkin-Gray ‏        |                           |
| 66                                              | Jonas Rutsch ‏             |                           |
| 67                                              | ماريجن فان دن بيرغ        |                           |
| مدير الرياضة: Ken Vanmarcke ‏, خوان مانويل خارات |                           |                           |

| Ineos Grenadiers IGD         | Ineos Grenadiers IGD       | Ineos Grenadiers IGD |
| ---------------------------- | -------------------------- | -------------------- |
| م                            | عداء                       | مرتبة                |
| 72                           | توبياس فوس                 |                      |
| 73                           | عمر فريل                   |                      |
| 74                           | Michael Leonard (cyclist) ‏ |                      |
| 75                           | جوناتان نارفيز             | لم يكمل السباق-3     |
| 76                           | أوسكار رودريغيز            |                      |
| 77                           | Artem Shmidt ‏              |                      |
| مدير الرياضة: Oliver Cookson‏ |                            |                      |

| Intermarché-Wanty IWA       | Intermarché-Wanty IWA | Intermarché-Wanty IWA |
| --------------------------- | --------------------- | --------------------- |
| م                           | عداء                  | مرتبة                 |
| 81                          | ليليان كالجمان        |                       |
| 82                          | Kevin Colleoni ‏       |                       |
| 84                          | Rune Herregodts ‏      |                       |
| 85                          | Rein Taaramäe         |                       |
| 86                          | Taco van der Hoorn ‏   |                       |
| 87                          | Gijs Van Hoecke ‏      |                       |
| مدير الرياضة: ديميتري كلايس |                       |                       |

| Lidl-Trek LTK             | Lidl-Trek LTK              | Lidl-Trek LTK |
| ------------------------- | -------------------------- | ------------- |
| م                         | عداء                       | مرتبة         |
| 91                        | Amanuel Ghebreigzabhier ‏   |               |
| 92                        | Daan Hoole ‏                |               |
| 93                        | اليكس كيرش                 |               |
| 94                        | كوين سيمونز                |               |
| 95                        | جاسبر ستوفين               | لم يبدأ-3     |
| 96                        | Natnael Tesfatsion ‏ (طريق) |               |
| 97                        | Otto Vergaerde ‏            |               |
| مدير الرياضة: كيم أندرسون |                            |               |

| Movistar Team MOV           | Movistar Team MOV | Movistar Team MOV |
| --------------------------- | ----------------- | ----------------- |
| م                           | عداء              | مرتبة             |
| 101                         | غونزالو سيرانو    |                   |
| 102                         | ريمي كافانيا      |                   |
| 103                         | دافيد سيمولاي     |                   |
| 104                         | إيفان غارسيا      |                   |
| 106                         | سيرجيو ساميتيير   |                   |
| 107                         | إيفان سوسا        |                   |
| مدير الرياضة: بابلو لاستراس |                   |                   |

| Red Bull-Bora-Hansgrohe RBH                | Red Bull-Bora-Hansgrohe RBH | Red Bull-Bora-Hansgrohe RBH |
| ------------------------------------------ | --------------------------- | --------------------------- |
| م                                          | عداء                        | مرتبة                       |
| 111                                        | إيمانويل بوخمان             | لم يبدأ-3                   |
| 112                                        | جيوفاني أليوتي              |                             |
| 113                                        | Alexander Hajek ‏ (طريق)     |                             |
| 114                                        | Emil Herzog ‏                |                             |
| 115                                        | Luis-Joe Lührs ‏             |                             |
| 116                                        | Filip Maciejuk ‏             |                             |
| 117                                        | ماكسيميليان شاخمان          |                             |
| مدير الرياضة: Shane Archbold ‏, روجر هاموند |                             |                             |

| Soudal Quick-Step SOQ                 | Soudal Quick-Step SOQ | Soudal Quick-Step SOQ |
| ------------------------------------- | --------------------- | --------------------- |
| م                                     | عداء                  | مرتبة                 |
| 121                                   | جوزيف سيرني           |                       |
| 122                                   | جان هيرت              |                       |
| 123                                   | جيمس نوكس             |                       |
| 124                                   | Luke Lamperti ‏        |                       |
| 125                                   | Pepijn Reinderink ‏    | 99                    |
| 126                                   | Martin Svrček ‏        |                       |
| 127                                   | Warre Vangheluwe ‏     |                       |
| مدير الرياضة: توم ستيلز, Iljo Keisse ‏ |                       |                       |

| Team dsm-firmenich PostNL DFP | Team dsm-firmenich PostNL DFP | Team dsm-firmenich PostNL DFP |
| ----------------------------- | ----------------------------- | ----------------------------- |
| م                             | عداء                          | مرتبة                         |
| 131                           | Patrick Eddy ‏                 |                               |
| 132                           | فابيو جاكوبسن                 | لم يبدأ-3                     |
| 133                           | Niklas Märkl ‏                 |                               |
| 134                           | Oscar Onley ‏                  |                               |
| 135                           | Max Poole ‏                    |                               |
| 136                           | تيمو روزن                     |                               |
| 137                           | Casper van Uden ‏              |                               |
| مدير الرياضة: كالوم فيرغسون   |                               |                               |

| Team Jayco AlUla JAY                     | Team Jayco AlUla JAY           | Team Jayco AlUla JAY |
| ---------------------------------------- | ------------------------------ | -------------------- |
| م                                        | عداء                           | مرتبة                |
| 141                                      | لوكاس بلاب (طريق)              | لم يكمل السباق-3     |
| 142                                      | Welay Berhe ‏                   |                      |
| 143                                      | اموند جروندل يانسن             |                      |
| 144                                      | Jan Maas (cyclist, born 1996) ‏ |                      |
| 145                                      | لوكاس هاميلتون                 |                      |
| 146                                      | Blake Quick ‏                   | لم يكمل السباق-4     |
| 147                                      | كالوم سكوتسون                  | لم يكمل السباق-1     |
| مدير الرياضة: تريستان هوفمان, أندرو سميث‏ |                                |                      |

| UAE Team Emirates UAD                      | UAE Team Emirates UAD | UAE Team Emirates UAD |
| ------------------------------------------ | --------------------- | --------------------- |
| م                                          | عداء                  | مرتبة                 |
| 151                                        | Igor Arrieta ‏         |                       |
| 152                                        | فيليكس جروس شارتنر    |                       |
| 153                                        | فيجارد ستيك لاينجن    | لم يكمل السباق-3      |
| 154                                        | خوان سباستيان مولانو  |                       |
| 155                                        | بافل سيفاكوف          |                       |
| 156                                        | مايكل فينك ‏           |                       |
| 157                                        | تيم فيلانز            |                       |
| مدير الرياضة: Simone Pedrazzini‏, توماس غيل |                       |                       |

| Israel-Premier Tech IPT   | Israel-Premier Tech IPT | Israel-Premier Tech IPT |
| ------------------------- | ----------------------- | ----------------------- |
| م                         | عداء                    | مرتبة                   |
| 161                       | كريس فروم               |                         |
| 162                       | Joseph Blackmore ‏       |                         |
| 163                       | Riley Pickrell ‏         |                         |
| 164                       | Nadav Raisberg ‏         |                         |
| 165                       | جيك ستيوارت             |                         |
| 166                       | قاي ساقيف               |                         |
| 167                       | Ethan Vernon ‏           | 55                      |
| مدير الرياضة: سيب فانمارك |                         |                         |

| Lotto Dstny LTD           | Lotto Dstny LTD      | Lotto Dstny LTD |
| ------------------------- | -------------------- | --------------- |
| م                         | عداء                 | مرتبة           |
| 171                       | Arjen Livyns ‏        |                 |
| 172                       | Sylvain Moniquet ‏    |                 |
| 173                       | Mathijs Paasschens ‏  |                 |
| 174                       | إدواردو سيبولفيدا    |                 |
| 175                       | Liam Slock ‏          |                 |
| 176                       | Lionel Taminiaux ‏    |                 |
| 177                       | Lennert Van Eetvelt ‏ | 1               |
| مدير الرياضة: ماريو آيرتس |                      |                 |

| منتخب الصين الوطني لسباق الدراجات على الطريق للرجال‏ CHN | منتخب الصين الوطني لسباق الدراجات على الطريق للرجال‏ CHN | منتخب الصين الوطني لسباق الدراجات على الطريق للرجال‏ CHN |
| ------------------------------------------------------- | ------------------------------------------------------- | ------------------------------------------------------- |
| م                                                       | عداء                                                    | مرتبة                                                   |
| 181                                                     | Lü Xianjing ‏                                            |                                                         |
| 182                                                     | Ma Binyan ‏                                              | لم يكمل السباق-3                                        |
| 183                                                     | Yu Tao Shen ‏                                            |                                                         |
| 184                                                     | Li Zhen‏                                                 | لم يكمل السباق-4                                        |
| 185                                                     | Sun Changsheng‏                                          |                                                         |
| 186                                                     | Teng Geng‏                                               |                                                         |
| 187                                                     | Yu Jiaqing‏                                              |                                                         |
| مدير الرياضة: Lionel Marie‏                              |                                                         |                                                         |

| Team Visma \| Lease a Bike TVL | Team Visma \| Lease a Bike TVL | Team Visma \| Lease a Bike TVL |
| ------------------------------ | ------------------------------ | ------------------------------ |
| م                              | عداء                           | مرتبة                          |
| 1                              | Milan Vader ‏                   | لم يكمل السباق-3               |
| 2                              | Koen Bouwman ‏                  | 58                             |
| 4                              | Johannes Staune-Mittet ‏        | 15                             |
| 5                              | توش فان دير ساندي              | 64                             |
| 6                              | Mick van Dijke ‏                | 26                             |
| 7                              | جوليان فيرموت                  | 44                             |
| مدير الرياضة: فرانس ماسين      |                                |                                |

| Arkéa-B&B Hotels ARK      | Arkéa-B&B Hotels ARK | Arkéa-B&B Hotels ARK |
| ------------------------- | -------------------- | -------------------- |
| م                         | عداء                 | مرتبة                |
| 11                        | Louis Barré ‏         | 80                   |
| 12                        | Ewen Costiou ‏        | 9                    |
| 13                        | دايفيد ديكر          | 104                  |
| 14                        | ايلي جيسبرت          | 33                   |
| 15                        | Donavan Grondin ‏     | 84                   |
| 16                        | Mathis Le Berre ‏     | 30                   |
| 17                        | Matis Louvel ‏        | 71                   |
| مدير الرياضة: لوران بيشون |                      |                      |

| Astana Qazaqstan Team AST | Astana Qazaqstan Team AST | Astana Qazaqstan Team AST |
| ------------------------- | ------------------------- | ------------------------- |
| م                         | عداء                      | مرتبة                     |
| 21                        | دافيد باليريني            | 90                        |
| 22                        | Yevgeniy Fedorov ‏         | 111                       |
| 23                        | لورينزو فورتوناتو         | 8                         |
| 24                        | ماكس كانتر                | 50                        |
| 25                        | أليكسي لوتزينكو           | 48                        |
| 26                        | روديجر سليج               | 106                       |
| 27                        | Gleb Syritsa ‏             | 109                       |
| مدير الرياضة: مارك رينشو  |                           |                           |

| Bahrain Victorious TBV                            | Bahrain Victorious TBV | Bahrain Victorious TBV |
| ------------------------------------------------- | ---------------------- | ---------------------- |
| م                                                 | عداء                   | مرتبة                  |
| 31                                                | Alberto Bruttomesso ‏   |                        |
| 32                                                | Matevž Govekar ‏        |                        |
| 33                                                | Finlay Pickering ‏      |                        |
| 34                                                | Dušan Rajović ‏         |                        |
| 35                                                | روبرت ستانارد          |                        |
| 36                                                | Torstein Træen ‏        |                        |
| 37                                                | Łukasz Wiśniowski ‏     |                        |
| مدير الرياضة: Gorazd Štangelj ‏, Enrico Poitschke ‏ |                        |                        |

| Cofidis COF                     | Cofidis COF              | Cofidis COF |
| ------------------------------- | ------------------------ | ----------- |
| م                               | عداء                     | مرتبة       |
| 41                              | بيت اليجارت              |             |
| 42                              | توماس شامبيون            |             |
| 43                              | Milan Fretin ‏            |             |
| 44                              | جوركا إيزاجير            |             |
| 45                              | Oliver Knight (cyclist) ‏ |             |
| 46                              | روبين فرنانديز           |             |
| 47                              | Ludovic Robeet ‏          |             |
| مدير الرياضة: Jean-Luc Jonrond ‏ |                          |             |

| Decathlon-AG2R La Mondiale DAT                    | Decathlon-AG2R La Mondiale DAT | Decathlon-AG2R La Mondiale DAT |
| ------------------------------------------------- | ------------------------------ | ------------------------------ |
| م                                                 | عداء                           | مرتبة                          |
| 51                                                | Alex Baudin ‏                   |                                |
| 52                                                | جيوفري بوشارد                  |                                |
| 53                                                | يجف دي بوندت                   |                                |
| 54                                                | Stan Dewulf ‏                   |                                |
| 55                                                | Pierre Gautherat ‏              |                                |
| 56                                                | Victor Lafay ‏                  |                                |
| 57                                                | Gianluca Pollefliet ‏           |                                |
| مدير الرياضة: Stéphane Goubert ‏, أرتوراس كاسبوتيس |                                |                                |

| EF Education-EasyPost EFE                       | EF Education-EasyPost EFE | EF Education-EasyPost EFE |
| ----------------------------------------------- | ------------------------- | ------------------------- |
| م                                               | عداء                      | مرتبة                     |
| 61                                              | Markel Beloki ‏            |                           |
| 62                                              | Stefan Bissegger ‏         |                           |
| 63                                              | استيبان تشافيس            |                           |
| 64                                              | ميكيل فروليش أونوريه      | لم يكمل السباق-3          |
| 65                                              | Jack Rootkin-Gray ‏        |                           |
| 66                                              | Jonas Rutsch ‏             |                           |
| 67                                              | ماريجن فان دن بيرغ        |                           |
| مدير الرياضة: Ken Vanmarcke ‏, خوان مانويل خارات |                           |                           |

| Ineos Grenadiers IGD         | Ineos Grenadiers IGD       | Ineos Grenadiers IGD |
| ---------------------------- | -------------------------- | -------------------- |
| م                            | عداء                       | مرتبة                |
| 72                           | توبياس فوس                 |                      |
| 73                           | عمر فريل                   |                      |
| 74                           | Michael Leonard (cyclist) ‏ |                      |
| 75                           | جوناتان نارفيز             | لم يكمل السباق-3     |
| 76                           | أوسكار رودريغيز            |                      |
| 77                           | Artem Shmidt ‏              |                      |
| مدير الرياضة: Oliver Cookson‏ |                            |                      |

| Intermarché-Wanty IWA       | Intermarché-Wanty IWA | Intermarché-Wanty IWA |
| --------------------------- | --------------------- | --------------------- |
| م                           | عداء                  | مرتبة                 |
| 81                          | ليليان كالجمان        |                       |
| 82                          | Kevin Colleoni ‏       |                       |
| 84                          | Rune Herregodts ‏      |                       |
| 85                          | Rein Taaramäe         |                       |
| 86                          | Taco van der Hoorn ‏   |                       |
| 87                          | Gijs Van Hoecke ‏      |                       |
| مدير الرياضة: ديميتري كلايس |                       |                       |

| Lidl-Trek LTK             | Lidl-Trek LTK              | Lidl-Trek LTK |
| ------------------------- | -------------------------- | ------------- |
| م                         | عداء                       | مرتبة         |
| 91                        | Amanuel Ghebreigzabhier ‏   |               |
| 92                        | Daan Hoole ‏                |               |
| 93                        | اليكس كيرش                 |               |
| 94                        | كوين سيمونز                |               |
| 95                        | جاسبر ستوفين               | لم يبدأ-3     |
| 96                        | Natnael Tesfatsion ‏ (طريق) |               |
| 97                        | Otto Vergaerde ‏            |               |
| مدير الرياضة: كيم أندرسون |                            |               |

| Movistar Team MOV           | Movistar Team MOV | Movistar Team MOV |
| --------------------------- | ----------------- | ----------------- |
| م                           | عداء              | مرتبة             |
| 101                         | غونزالو سيرانو    |                   |
| 102                         | ريمي كافانيا      |                   |
| 103                         | دافيد سيمولاي     |                   |
| 104                         | إيفان غارسيا      |                   |
| 106                         | سيرجيو ساميتيير   |                   |
| 107                         | إيفان سوسا        |                   |
| مدير الرياضة: بابلو لاستراس |                   |                   |

| Red Bull-Bora-Hansgrohe RBH                | Red Bull-Bora-Hansgrohe RBH | Red Bull-Bora-Hansgrohe RBH |
| ------------------------------------------ | --------------------------- | --------------------------- |
| م                                          | عداء                        | مرتبة                       |
| 111                                        | إيمانويل بوخمان             | لم يبدأ-3                   |
| 112                                        | جيوفاني أليوتي              |                             |
| 113                                        | Alexander Hajek ‏ (طريق)     |                             |
| 114                                        | Emil Herzog ‏                |                             |
| 115                                        | Luis-Joe Lührs ‏             |                             |
| 116                                        | Filip Maciejuk ‏             |                             |
| 117                                        | ماكسيميليان شاخمان          |                             |
| مدير الرياضة: Shane Archbold ‏, روجر هاموند |                             |                             |

| Soudal Quick-Step SOQ                 | Soudal Quick-Step SOQ | Soudal Quick-Step SOQ |
| ------------------------------------- | --------------------- | --------------------- |
| م                                     | عداء                  | مرتبة                 |
| 121                                   | جوزيف سيرني           |                       |
| 122                                   | جان هيرت              |                       |
| 123                                   | جيمس نوكس             |                       |
| 124                                   | Luke Lamperti ‏        |                       |
| 125                                   | Pepijn Reinderink ‏    | 99                    |
| 126                                   | Martin Svrček ‏        |                       |
| 127                                   | Warre Vangheluwe ‏     |                       |
| مدير الرياضة: توم ستيلز, Iljo Keisse ‏ |                       |                       |

| Team dsm-firmenich PostNL DFP | Team dsm-firmenich PostNL DFP | Team dsm-firmenich PostNL DFP |
| ----------------------------- | ----------------------------- | ----------------------------- |
| م                             | عداء                          | مرتبة                         |
| 131                           | Patrick Eddy ‏                 |                               |
| 132                           | فابيو جاكوبسن                 | لم يبدأ-3                     |
| 133                           | Niklas Märkl ‏                 |                               |
| 134                           | Oscar Onley ‏                  |                               |
| 135                           | Max Poole ‏                    |                               |
| 136                           | تيمو روزن                     |                               |
| 137                           | Casper van Uden ‏              |                               |
| مدير الرياضة: كالوم فيرغسون   |                               |                               |

| Team Jayco AlUla JAY                     | Team Jayco AlUla JAY           | Team Jayco AlUla JAY |
| ---------------------------------------- | ------------------------------ | -------------------- |
| م                                        | عداء                           | مرتبة                |
| 141                                      | لوكاس بلاب (طريق)              | لم يكمل السباق-3     |
| 142                                      | Welay Berhe ‏                   |                      |
| 143                                      | اموند جروندل يانسن             |                      |
| 144                                      | Jan Maas (cyclist, born 1996) ‏ |                      |
| 145                                      | لوكاس هاميلتون                 |                      |
| 146                                      | Blake Quick ‏                   | لم يكمل السباق-4     |
| 147                                      | كالوم سكوتسون                  | لم يكمل السباق-1     |
| مدير الرياضة: تريستان هوفمان, أندرو سميث‏ |                                |                      |

| UAE Team Emirates UAD                      | UAE Team Emirates UAD | UAE Team Emirates UAD |
| ------------------------------------------ | --------------------- | --------------------- |
| م                                          | عداء                  | مرتبة                 |
| 151                                        | Igor Arrieta ‏         |                       |
| 152                                        | فيليكس جروس شارتنر    |                       |
| 153                                        | فيجارد ستيك لاينجن    | لم يكمل السباق-3      |
| 154                                        | خوان سباستيان مولانو  |                       |
| 155                                        | بافل سيفاكوف          |                       |
| 156                                        | مايكل فينك ‏           |                       |
| 157                                        | تيم فيلانز            |                       |
| مدير الرياضة: Simone Pedrazzini‏, توماس غيل |                       |                       |

| Israel-Premier Tech IPT   | Israel-Premier Tech IPT | Israel-Premier Tech IPT |
| ------------------------- | ----------------------- | ----------------------- |
| م                         | عداء                    | مرتبة                   |
| 161                       | كريس فروم               |                         |
| 162                       | Joseph Blackmore ‏       |                         |
| 163                       | Riley Pickrell ‏         |                         |
| 164                       | Nadav Raisberg ‏         |                         |
| 165                       | جيك ستيوارت             |                         |
| 166                       | قاي ساقيف               |                         |
| 167                       | Ethan Vernon ‏           | 55                      |
| مدير الرياضة: سيب فانمارك |                         |                         |

| Lotto Dstny LTD           | Lotto Dstny LTD      | Lotto Dstny LTD |
| ------------------------- | -------------------- | --------------- |
| م                         | عداء                 | مرتبة           |
| 171                       | Arjen Livyns ‏        |                 |
| 172                       | Sylvain Moniquet ‏    |                 |
| 173                       | Mathijs Paasschens ‏  |                 |
| 174                       | إدواردو سيبولفيدا    |                 |
| 175                       | Liam Slock ‏          |                 |
| 176                       | Lionel Taminiaux ‏    |                 |
| 177                       | Lennert Van Eetvelt ‏ | 1               |
| مدير الرياضة: ماريو آيرتس |                      |                 |

| منتخب الصين الوطني لسباق الدراجات على الطريق للرجال‏ CHN | منتخب الصين الوطني لسباق الدراجات على الطريق للرجال‏ CHN | منتخب الصين الوطني لسباق الدراجات على الطريق للرجال‏ CHN |
| ------------------------------------------------------- | ------------------------------------------------------- | ------------------------------------------------------- |
| م                                                       | عداء                                                    | مرتبة                                                   |
| 181                                                     | Lü Xianjing ‏                                            |                                                         |
| 182                                                     | Ma Binyan ‏                                              | لم يكمل السباق-3                                        |
| 183                                                     | Yu Tao Shen ‏                                            |                                                         |
| 184                                                     | Li Zhen‏                                                 | لم يكمل السباق-4                                        |
| 185                                                     | Sun Changsheng‏                                          |                                                         |
| 186                                                     | Teng Geng‏                                               |                                                         |
| 187                                                     | Yu Jiaqing‏                                              |                                                         |
| مدير الرياضة: Lionel Marie‏                              |                                                         |                                                         |

## التصنيف العام النهائي
| التصنيف العام         | التصنيف العام        | التصنيف العام  | التصنيف العام  | التصنيف العام |
| العداء                | العداء               | الفريق         | الوقت          |               |
| --------------------- | -------------------- | -------------- | -------------- | ------------- |
| 1                     | Lennert Van Eetvelt ‏ | لوتو سودال     | 22 س 21 د 45 ث |               |
| 2                     | Oscar Onley ‏         | سنويب          | + 5 ث          |               |
| 3                     | Alex Baudin ‏         | أيه إل أم      | + 15 ث         |               |
| 4                     | Victor Lafay ‏        | أيه إل أم      | + 19 ث         |               |
| 5                     | بافل سيفاكوف         | فريق الإمارات  | + 21 ث         |               |
| 6                     | جيوفاني أليوتي       | بورا–هانسغروه  | + 25 ث         |               |
| 7                     | تيم فيلانز           | فريق الإمارات  | + 31 ث         |               |
| 8                     | لورينزو فورتوناتو    | فريق آستانا    | + 33 ث         |               |
| 9                     | Ewen Costiou ‏        | فورتنيو سامسيك | + 35 ث         |               |
| 10                    | كوين سيمونز          | تريك سيغافريدو | + 36 ث         |               |
|                       |                      |                |                |               |
| مصدر: ProCyclingStats |                      |                |                |               |

### تصنيف النقاط
| تصنيف النقاط          | تصنيف النقاط         | تصنيف النقاط                          | تصنيف النقاط | تصنيف النقاط |
| العداء                | العداء               | الفريق                                | النقاط       |              |
| --------------------- | -------------------- | ------------------------------------- | ------------ | ------------ |
| 1                     | Ethan Vernon ‏        | إسرائيل - بريمير تيك                  | 38 نقطة      |              |
| 2                     | Stan Dewulf ‏         | أيه إل أم                             | 37 نقطة      |              |
| 3                     | ماكس كانتر           | فريق آستانا                           | 29 نقطة      |              |
| 4                     | Warre Vangheluwe ‏    | دكونيك كويك ستب                       | 27 نقطة      |              |
| 5                     | Matevž Govekar ‏      | فريق البحرين ميريدا للدراجات الهوائية | 23 نقطة      |              |
| 6                     | Lionel Taminiaux ‏    | لوتو سودال                            | 22 نقطة      |              |
| 7                     | خوان سباستيان مولانو | فريق الإمارات                         | 21 نقطة      |              |
| 8                     | Gijs Van Hoecke ‏     | انترمارشي وانتي جوبيرت ماتيرو         | 17 نقطة      |              |
| 9                     | يجف دي بوندت         | أيه إل أم                             | 16 نقطة      |              |
| 10                    | ماريجن فان دن بيرغ   | إي أف إديوكيشن نيبو                   | 16 نقطة      |              |
|                       |                      |                                       |              |              |
| مصدر: ProCyclingStats |                      |                                       |              |              |

### تصنيف الجبال
| تصنيف الجبال          | تصنيف الجبال         | تصنيف الجبال    | تصنيف الجبال | تصنيف الجبال |
| العداء                | العداء               | الفريق          | النقاط       |              |
| --------------------- | -------------------- | --------------- | ------------ | ------------ |
| 1                     | Pepijn Reinderink ‏   | دكونيك كويك ستب | 28 نقطة      |              |
| 2                     | تيم فيلانز           | فريق الإمارات   | 22 نقطة      |              |
| 3                     | Stan Dewulf ‏         | أيه إل أم       | 17 نقطة      |              |
| 4                     | Victor Lafay ‏        | أيه إل أم       | 16 نقطة      |              |
| 5                     | يجف دي بوندت         | أيه إل أم       | 14 نقطة      |              |
| 6                     | بافل سيفاكوف         | فريق الإمارات   | 12 نقطة      |              |
| 7                     | Lennert Van Eetvelt ‏ | لوتو سودال      | 10 نقطة      |              |
| 8                     | Sylvain Moniquet ‏    | لوتو سودال      | 10 نقطة      |              |
| 9                     | ريمي كافانيا         | موفيستار        | 8 نقطة       |              |
| 10                    | توماس شامبيون        | كوفيديس         | 5 نقطة       |              |
|                       |                      |                 |              |              |
| مصدر: ProCyclingStats |                      |                 |              |              |

## تصنيف الفرق

### الفرق حسب الوقت
| تصنيف الفرق حسب الوقت | تصنيف الفرق حسب الوقت         | تصنيف الفرق حسب الوقت | تصنيف الفرق حسب الوقت |
| الفريق                | الفريق                        | الوقت                 |                       |
| --------------------- | ----------------------------- | --------------------- | --------------------- |
| 1                     | فريق الإمارات                 | 67 س 06 د 48 ث        |                       |
| 2                     | أيه إل أم                     | + 42 ث                |                       |
| 3                     | بورا–هانسغروه                 | + 1 د 06 ث            |                       |
| 4                     | تريك سيغافريدو                | + 1 د 24 ث            |                       |
| 5                     | فورتنيو سامسيك                | + 2 د 24 ث            |                       |
| 6                     | لوتو سودال                    | + 3 د 03 ث            |                       |
| 7                     | انترمارشي وانتي جوبيرت ماتيرو | + 4 د 03 ث            |                       |
| 8                     | Team Visma \| Lease a Bike    | + 4 د 11 ث            |                       |
| 10                    | إي أف إديوكيشن نيبو           | + 4 د 17 ث            |                       |
| 10                    | دكونيك كويك ستب               | + 4 د 28 ث            |                       |
|                       |                               |                       |                       |
| مصدر: ProCyclingStats |                               |                       |                       |

## تصانيف فرعية

### تصنيف أفضل شاب
| تصنيف أفضل شاب        | تصنيف أفضل شاب          | تصنيف أفضل شاب             | تصنيف أفضل شاب | تصنيف أفضل شاب |
| العداء                | العداء                  | الفريق                     | الوقت          |                |
| --------------------- | ----------------------- | -------------------------- | -------------- | -------------- |
| 1                     | Lennert Van Eetvelt ‏    | لوتو سودال                 | 22 س 21 د 45 ث |                |
| 2                     | Oscar Onley ‏            | سنويب                      | + 5 ث          |                |
| 3                     | Alex Baudin ‏            | أيه إل أم                  | + 15 ث         |                |
| 4                     | جيوفاني أليوتي          | بورا–هانسغروه              | + 25 ث         |                |
| 5                     | Ewen Costiou ‏           | فورتنيو سامسيك             | + 35 ث         |                |
| 6                     | كوين سيمونز             | تريك سيغافريدو             | + 36 ث         |                |
| 7                     | Welay Berhe ‏            | فريق جايكو-العلا           | + 36 ث         |                |
| 8                     | Alexander Hajek ‏        | بورا–هانسغروه              | + 43 ث         |                |
| 9                     | Johannes Staune-Mittet ‏ | Team Visma \| Lease a Bike | + 43 ث         |                |
| 10                    | Max Poole ‏              | سنويب                      | + 1 د 02 ث     |                |
|                       |                         |                            |                |                |
| مصدر: ProCyclingStats |                         |                            |                |                |

## وصلات خارجية
- لمحة عن سباق طواف قوانغشي 2024 على موقع  ProCyclingStats   (برو  سايكلنج  ستاتس) - إحصاءات  محترفي  الدراجات.

- طواف قوانغشي 2024 على موقع إحصائيات الدراجات الإحترافية (الإنجليزية)